# Volhov (rijeka)
Volhov (rus. Во́лхов), zvan i Olhava, je rijeka u Lenjingradskoj i Novgorodskoj oblasti u Rusiji.
Prosječni joj istjek varira, od 44 do 2.900 prostornih metara u sekundi.
Volhov istječe iz Iljmenskog jezera i teče prema sjeveru do Ladoškog jezera, najvećeg jezera u Europi. Volhov je druga najvrća pritoka Ladoškog jezera. Dug je 224 km, površina porječja mu je 80,200 km², a visinski raspon mu je 15 metara. Istjek jako varira, ovisno o nivou vode u Iljmenskom jezeru, od 44 do 2,900 m³/s, a tok rijeke u iznimnim slučajevina mijenja smjer. Rijeka je plovna cijelom duljinom.